# Pseudopityophthorus
Genre
Pseudopityophthorus est un genre d'insectes coléoptères de la famille des Curculionidae, originaire d'Amérique du Nord et d'Amérique centrale.

## Liste d'espèces
Selon Catalogue of Life (24 sept. 2013) :
- Pseudopityophthorus acuminatus
- Pseudopityophthorus aesculinus
- Pseudopityophthorus agrifoliae
- Pseudopityophthorus asperulus
- Pseudopityophthorus cincinnatus
- Pseudopityophthorus colombianus
- Pseudopityophthorus comosus
- Pseudopityophthorus convexus
- Pseudopityophthorus curtus
- Pseudopityophthorus declivis
- Pseudopityophthorus denticulus
- Pseudopityophthorus durangoensis
- Pseudopityophthorus fagi
- Pseudopityophthorus festivus
- Pseudopityophthorus gracilis
- Pseudopityophthorus granulatus
- Pseudopityophthorus granulifer
- Pseudopityophthorus hirsutus
- Pseudopityophthorus hispidus
- Pseudopityophthorus hondurensis
- Pseudopityophthorus limbatus
- Pseudopityophthorus micans
- Pseudopityophthorus minutissimus
- Pseudopityophthorus montanus
- Pseudopityophthorus opacicollis
- Pseudopityophthorus peregrinus
- Pseudopityophthorus pruinosus
- Pseudopityophthorus pubescens
- Pseudopityophthorus pubipennis
- Pseudopityophthorus pulvereus
- Pseudopityophthorus singularis
- Pseudopityophthorus squamosus
- Pseudopityophthorus tenuis
- Pseudopityophthorus tropicalis
- Pseudopityophthorus truncatus
- Pseudopityophthorus virilis
- Pseudopityophthorus xalapae
- Pseudopityophthorus yavapaii

Selon ITIS (24 sept. 2013) :
- Pseudopityophthorus agrifoliae Blackman, 1931
- Pseudopityophthorus asperulus (LeConte, 1868)
- Pseudopityophthorus denticulus Wood, 1977
- Pseudopityophthorus fagi Blackman, 1931
- Pseudopityophthorus granulatus Blackman, 1931
- Pseudopityophthorus minutissimus (Zimmermann, 1868)
- Pseudopityophthorus opacicollis Blackman, 1931
- Pseudopityophthorus pruinosus (Eichhoff, 1878)
- Pseudopityophthorus pubescens Blackman, 1931
- Pseudopityophthorus pubipennis (LeConte, 1860)
- Pseudopityophthorus yavapaii Blackman, 1931

Selon NCBI (24 sept. 2013) :
- Pseudopityophthorus bigynus
- Pseudopityophthorus minutissimus
- Pseudopityophthorus pruinosus
- Pseudopityophthorus pubipennis